# Eliášův potok
Eliášův potok je vodní tok v Krušných horách v okrese Karlovy Vary v Karlovarském kraji. Je levostranným přítokem Bystřice. Délka toku měří 10,2 km.
Plocha jeho povodí měří 20 km².

## Průběh toku
Potok pramení v Krušných horách východně od Božídarského Špičáku. Jeho pramen se nachází v rozsáhlém rašeliništi národní přírodní rezervace Božídarské rašeliniště v nadmořské výšce 1015 m. Od pramene teče jižním směrem, ještě v chráněném území přitéká do Seidlova rybníka, nejvýše položeného rybníka v Česku.
Jižní směr si potok udržuje po celou délku toku. Po opuštění horského rašeliniště dospěje do oblasti bývalé rozsáhlé hornické činnosti. Pod mohutnými odvaly dříve stříbrného, později uranového dolu Eduard napájí dva historické báňské rybníky. Tím prvním je Horní rybník, druhým Heinzův rybník (označovaný též jako Horký rybník). Od roku 1998 je zde provozuje Biatlon klub Jáchymov jednu malou vodní elektrárnu vybavenou Bánkiho turbínou o výkonu 7 kW. Potok také na říčním kilometru 6,37 napájí malou vodní nádrž Eliáš s rozlohou 0,4 hektaru a objemem 600 m³.
Podél naučné stezky Jáchymovské peklo pokračuje potok do míst, kde se nacházela úpravna uranových dolů Eliáš a stály zde dva lágry jáchymovských pracovních táborů, Eliáš I. a Eliáš II. Nad levým břehem potoka postavili skauti mohylu s křížem, připomínající všechny skauty, kteří tábory prošli a mnozí z nich v lágrech zemřeli.
Pod úpravnou uranových rud Eliáš vzniklo odkaliště, ve kterém byly od roku 1949, až do roku 1962 ukládány produkty z úpravny mají charakter jemných písků z více než 90 % o zrnitosti menší než 0,63 mm. Vzhledem k tomu, že odkaliště bylo založeno napříč přes koryto potoka, bylo nutné potok přeložit. Proto byla vyražena obtoková štola, která převádí až 18 m³/s vody kolem tělesa odkaliště. Štola vyúsťuje pod odkalištěm do železobetonového koryta, kterým je odváděna do původního koryta potoka. Zde je od roku 1986 provozována druhá MVE s projektovanou výrobou 100 MWh/rok.
Potok protéká hlubokým údolím a nad jeho pravým břehem se zvedá mohutný odval bývalého uranového dolu Eva. Zde se přiblíží k silnice spojující vesnici Lípu s Merklínem a kde zprava přibírá drobný potok Lípu. Podél silnice přitéká do Merklína a nedaleko vlakového nádraží se vlévá zleva do Bystřice.

## Galerie

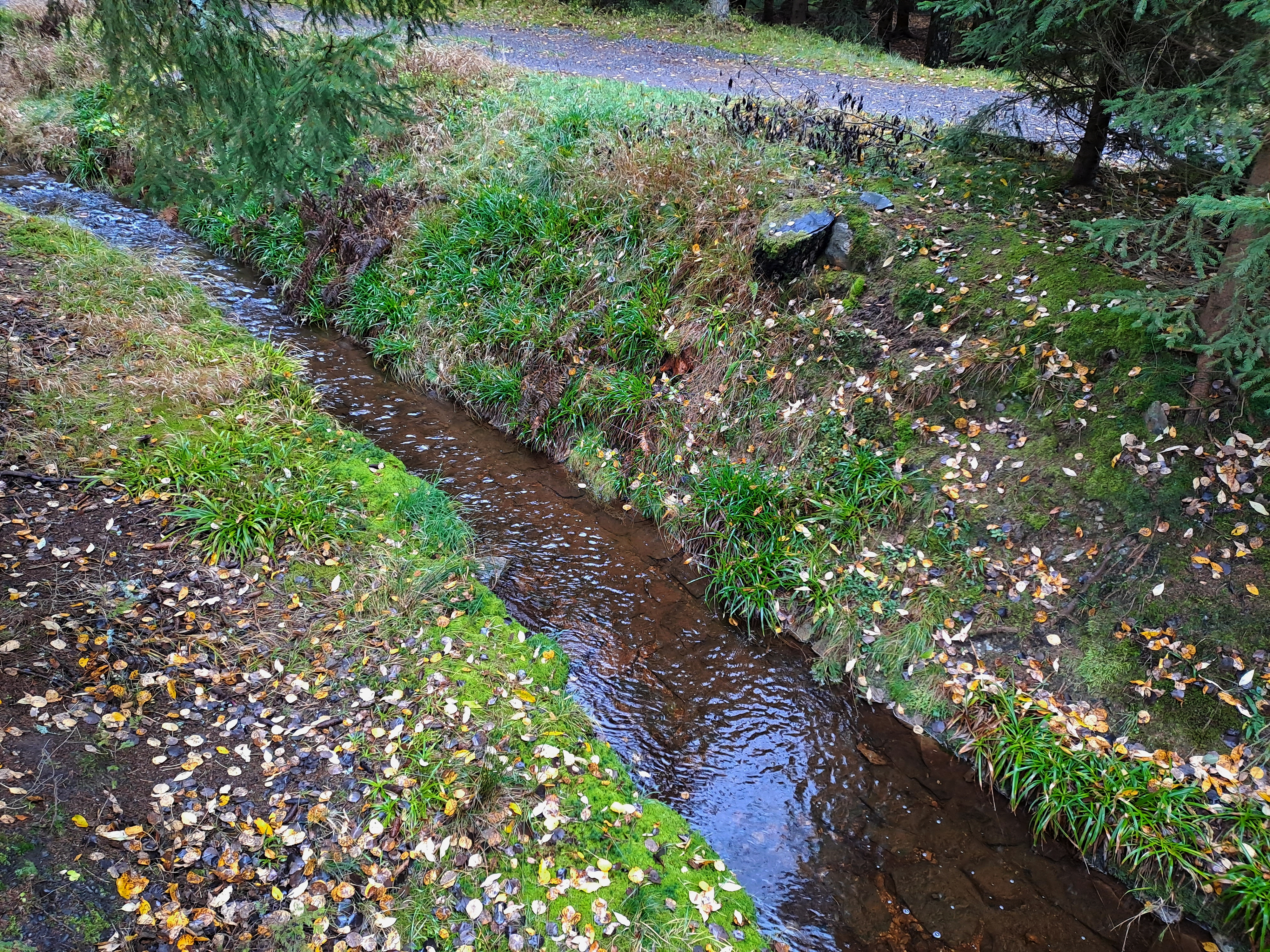
U dolu Eduard
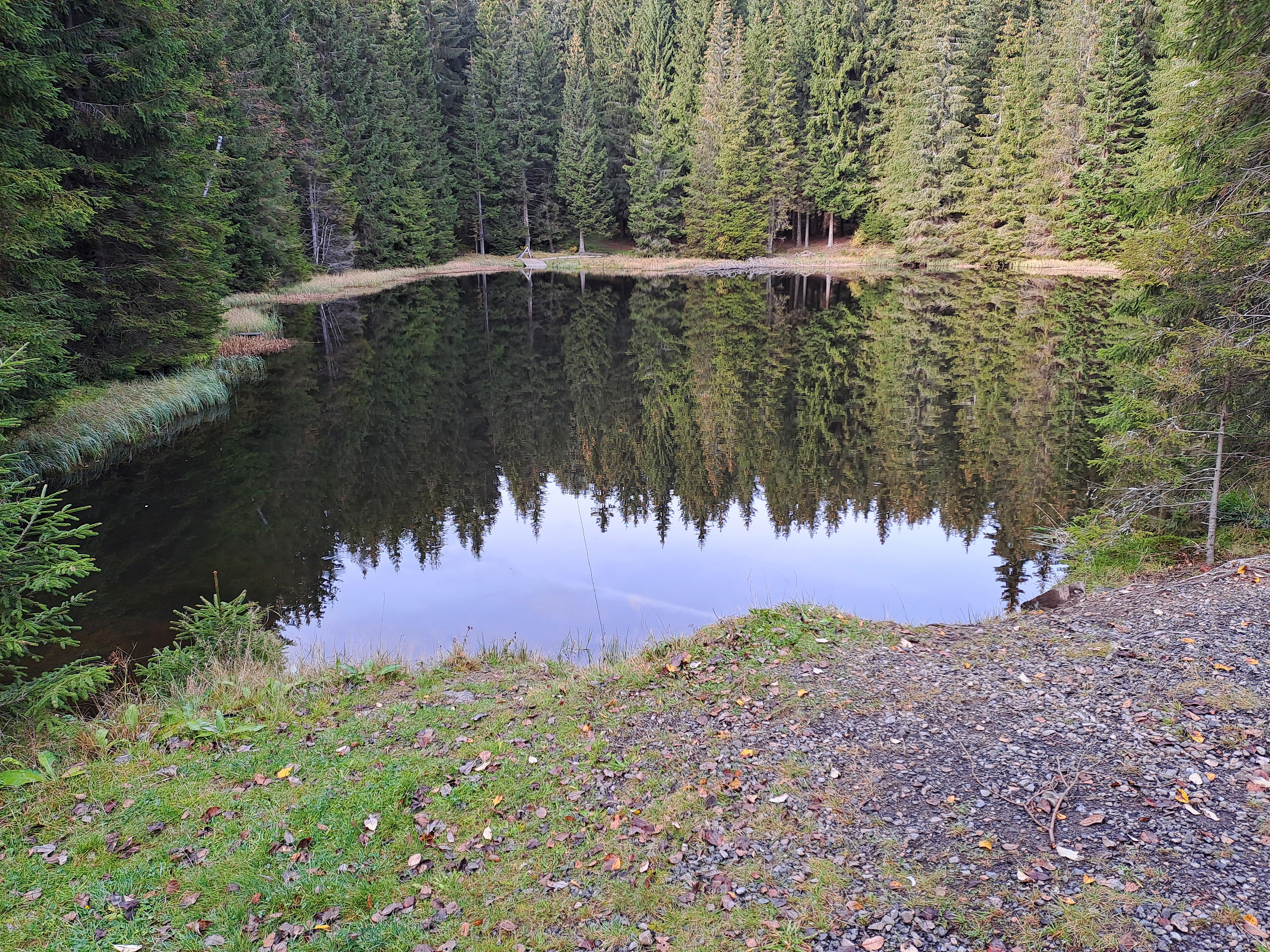
Horní rybník
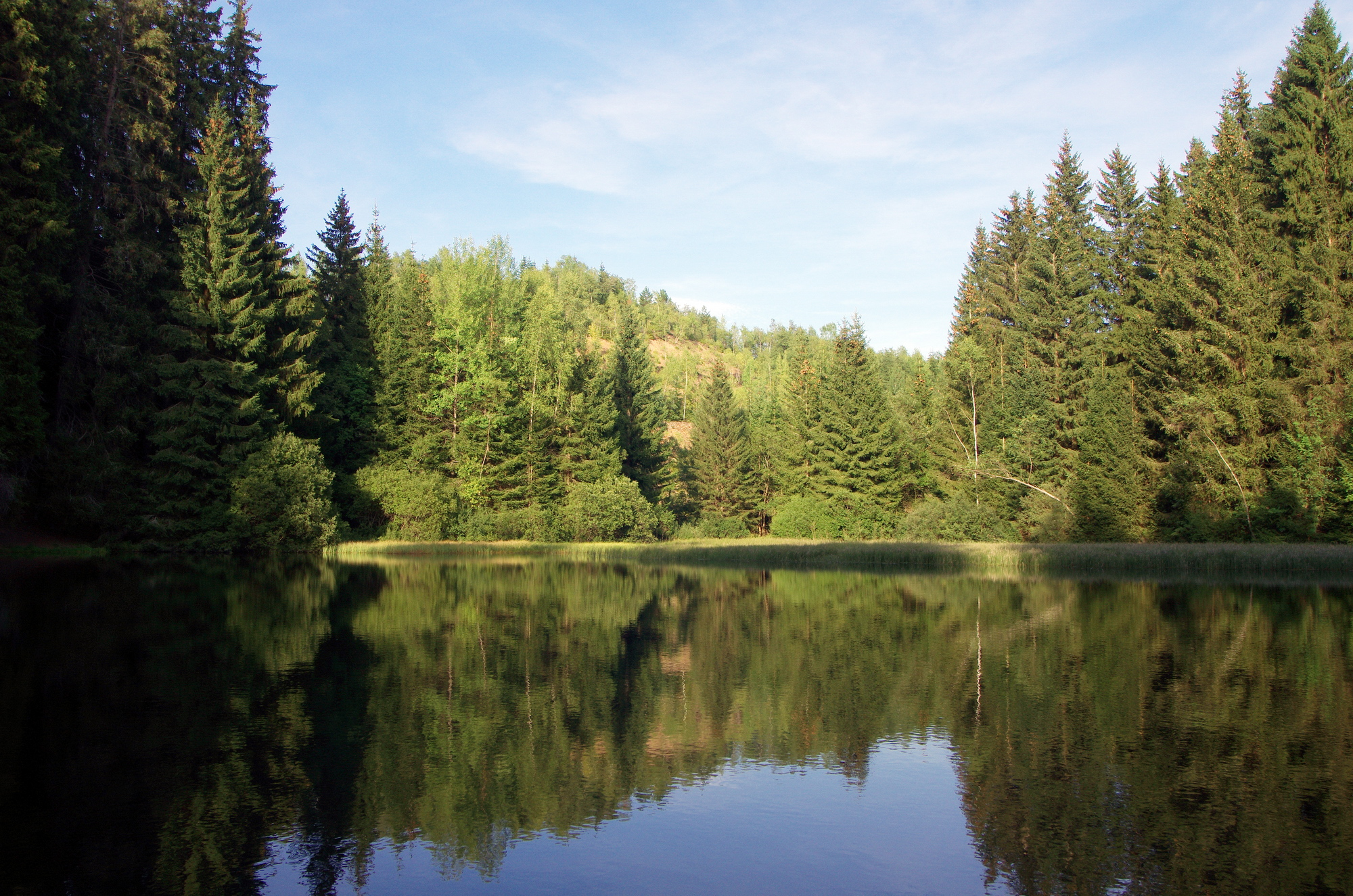
Heinzův rybník
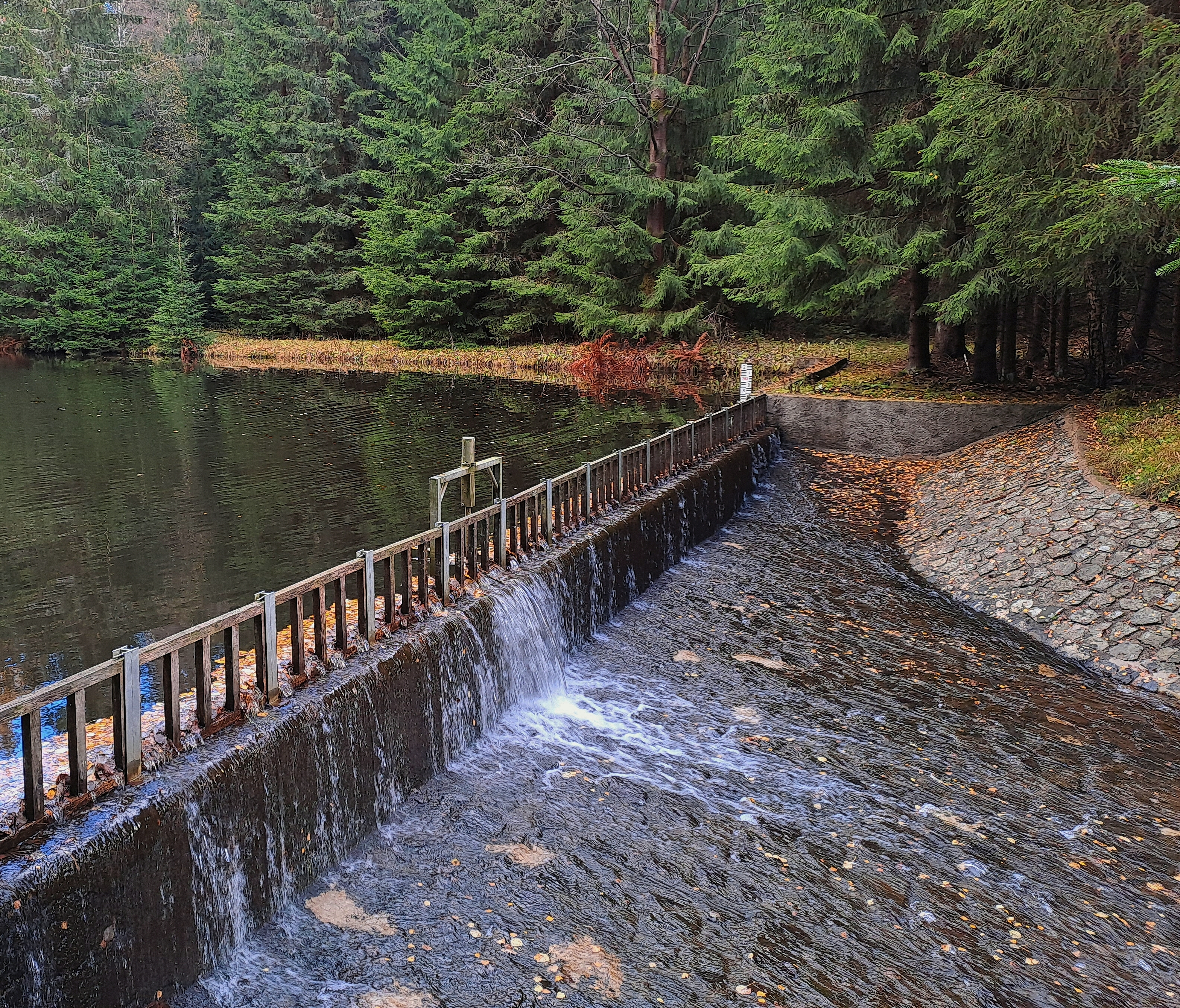
Nádrž Eliáš
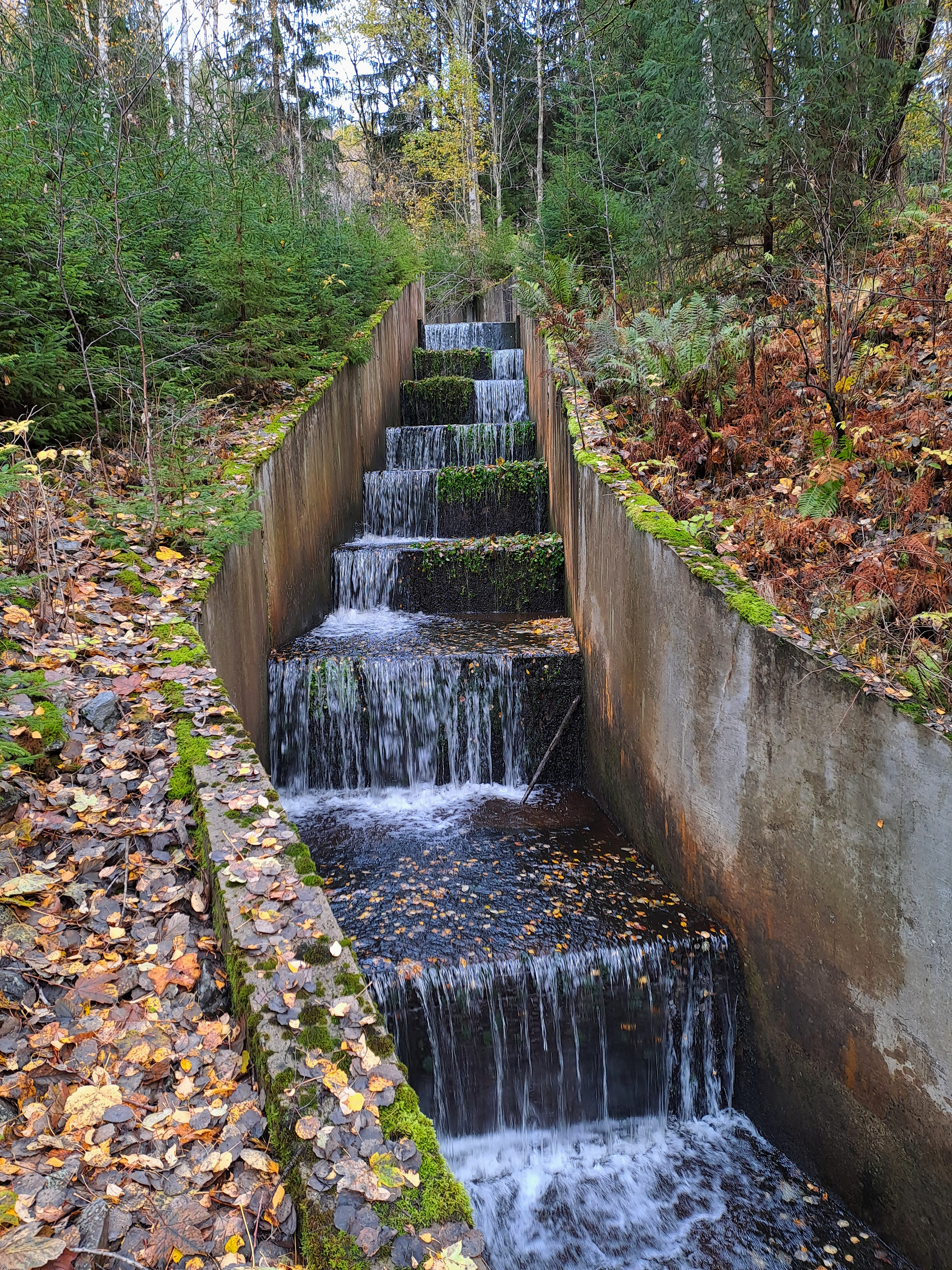
Železobetonové koryto pod vyústěním ze štoly
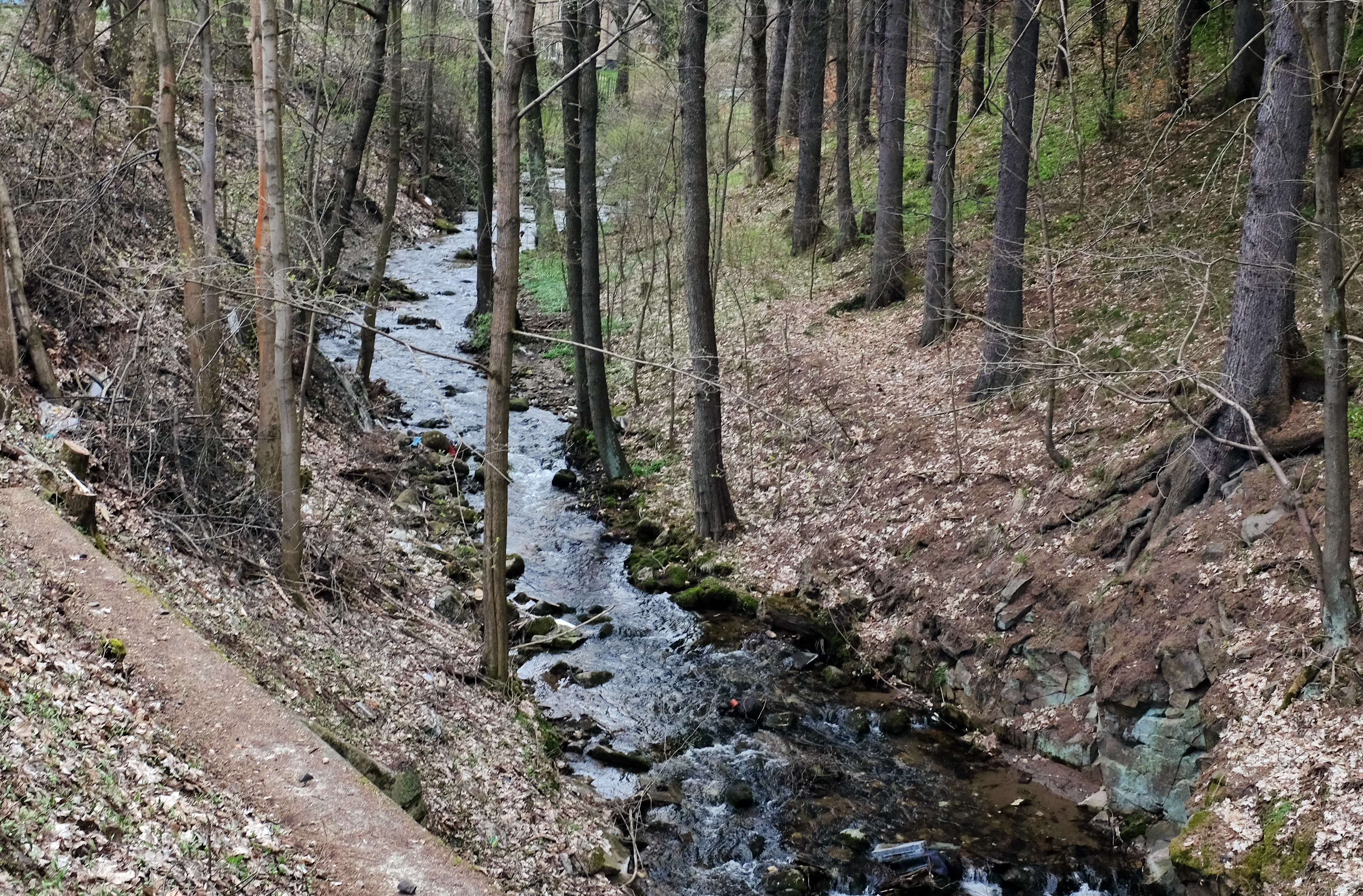
V Merklíně před soutokem s Bystřicí